# Naturpark Rhein-Taunus
Der Naturpark Rhein-Taunus ist ein Naturpark mit einer Fläche von gut 81.000 Hektar (810 km²) im hessischen Mittelgebirge Taunus und dem Rheingau.

## Geografie

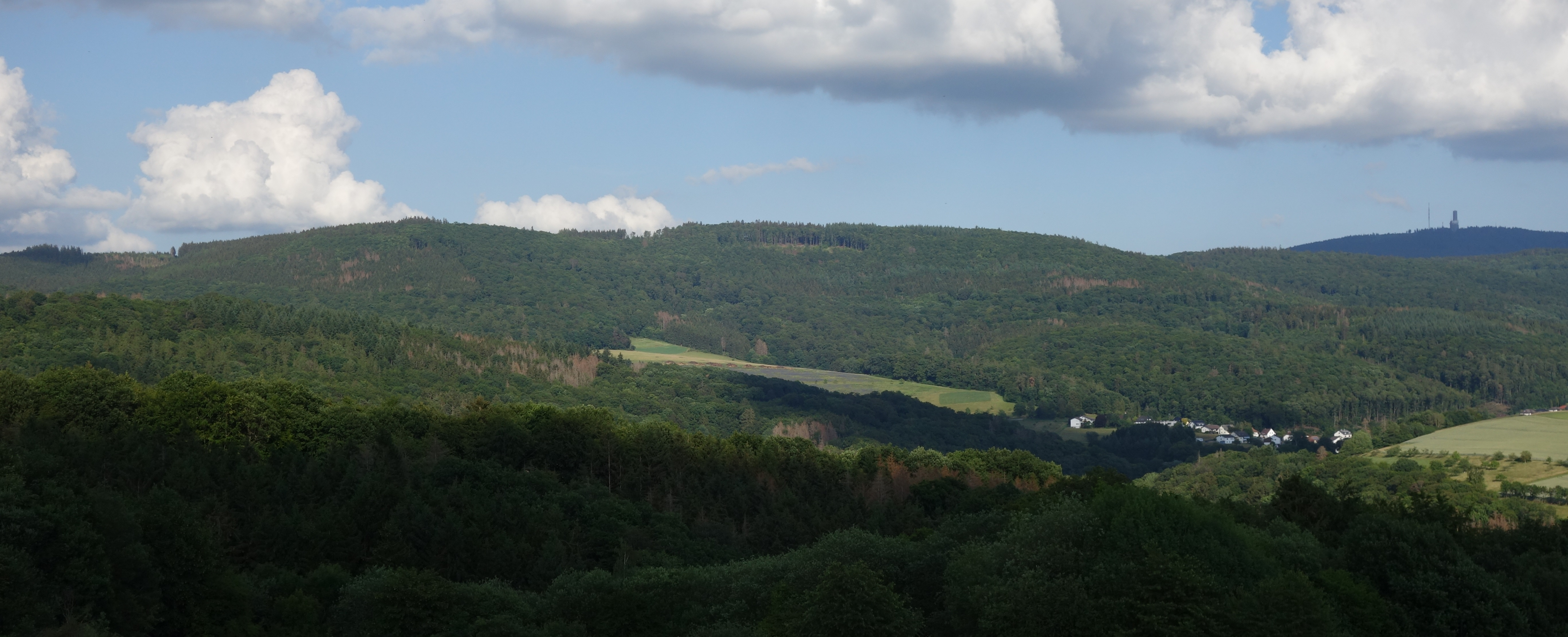
Der Windhain ist mit 629,3 Metern die höchste Erhebung im Naturpark Rhein-Taunus. Der Berg befindet sich an dessen östlichem Rand über dem Ort Wüstems und ist Teil der Feldberg-Langhals-Pferdskopf-Scholle.

Der Naturpark umfasst Gebiete des Rheingau-Taunus-Kreises und der Landeshauptstadt Wiesbaden. Die Grenzen des Naturparks sind außer nach Süden hin im Wesentlichen identisch mit den Außengrenzen der beiden genannten kommunalen Körperschaften. Im Süden endet der Naturpark in etwa an der Waldgrenze des Taunus. Der Naturpark Rhein-Taunus grenzt im Osten direkt an den Naturpark Taunus. Genau auf der Grenze dazwischen befindet sich mit dem Berg Windhain 629,3 m ü. NHN der höchste Punkt des Naturparks Rhein-Taunus.
Jenseits der Landesgrenze befindet sich in Rheinland-Pfalz der Naturpark Nassau. Der Naturpark ist im Wesentlichen geprägt von der waldreichen Mittelgebirgslandschaft des Hohen Taunus mit dem Rheingaugebirge sowie des westlichen Hintertaunus. Sie zählt geografisch zum Rheinischen Schiefergebirge. Die Gewässer im Naturpark fließen vier großen Talzügen zu. Zum einen zum Oberrhein im Süden, im Westen zum Mittelrhein mit Wispertal, im Norden und Osten zur Aar sowie zu Wörsbach und Emsbach, die jeweils der Lahn zustreben. Teile des Naturparks liegen im Grabenbruchsystem des Rheins. Entsprechend finden sich Zeichen geologischer Aktivitäten wie zahlreiche mehr oder weniger warme bis heiße Quellen („Sauerbrunnen“ oder „Kochbrunnen“) in den Tälern von Wisper, Aar und Rhein, sowie eine regelmäßige seismische Aktivität.

## Aufgaben und Auszeichnung
Der Rheingau-Taunus-Kreis und die Landeshauptstadt Wiesbaden gründeten 1967/1968 den gemeinnützigen kommunalen Zweckverband Naturpark Rhein-Taunus. Im Gebiet des Naturparks sollen die Ziele nach § 27 Bundesnaturschutzgesetz (BNatschG) umgesetzt werden. Der Naturpark zählt somit, wie Nationalparke und Biosphärenreservate, zur Kategorie der Nationalen Naturlandschaften. Die Aufgaben sind aus dem Bundesnaturschutzgesetz in die Satzung übertragen worden. Der Zweckverband hat die Aufgabe, durch Maßnahmen auf dem Gebiete des Landschaftsschutzes den Naturpark Rhein-Taunus zu fördern. In diesem als Erholungsgebiet besonders geeigneten Raum gelte es namentlich, die heimische Pflanzen- und Tierwelt zu schützen, die Landschaft zu erhalten, zu gestalten sowie zu pflegen und dadurch den Menschen eine naturnahe Erholung zu ermöglichen. Der Zweckverband hat seinen Sitz in Idstein. Seit 2018 arbeitet der Naturpark nach einem Naturpark-Konzept (Naturparkplan, mittelfristig wirkendes Planwerk), in dem vier nach außen wirkende Handlungsfelder mit Leitbildern, Zielen und Leitprojekten erarbeitet wurden:
- Naturschutz und Kulturlandschaft
- Erholung und nachhaltiger Tourismus
- Umweltbildung und Bildung für Nachhaltige Entwicklung (BNE)
- Nachhaltige Regionalentwicklung

Zur Bewältigung dieser Aufgaben trifft das Planwerk darüber hinaus Aussagen zur erforderlichen personellen und finanziellen Aufstellung.
Der Naturpark hat im Jahr 2015 das erste Mal an der Qualitätsoffensive des Verbands Deutscher Naturparke erfolgreich teilgenommen und wurde als „Qualitäts-Naturpark“ ausgezeichnet. Bei der erneuten Teilnahme im Jahr 2020 wurde diese Qualitätsstufe erfolgreich bestätigt.
Am 15. September 2016 wurde der Naturpark für sein Projekt „Förderung eines Kolonieverbundes der Verantwortungsart Bechsteinfledermaus im europäischen Populationszentrum“ als offizielles Projekt der „UN-Dekade biologische Vielfalt“ ausgezeichnet.
Der Naturpark Rhein Taunus ist für seine Teilnahme am Umweltmanagementsystem „Ökoprofit“ als „Ökoprofit-Betrieb“ für die Teilnahme in den Jahren 2018/2019 ausgezeichnet worden. Seit dem Jahr 2020 nimmt der Naturpark an der sogenannten Club-Phase für Ökoprofit-Betriebe teil. Getragen wird dieser Ökoprofit-Prozess von der Landeshauptstadt Wiesbaden.
Seit 2015 ist der Naturpark Rhein-Taunus aktiv in der Initiative „fairtrade towns“.

## Lage und Nutzung
Es gibt mehrere Besonderheiten, welche den Naturpark Rhein-Taunus auszeichnen.
1.) Die Landeshauptstadt Wiesbaden ist Mitglied im Naturpark und von Mainz aus ist er ebenfalls leicht zu erreichen. Das Naturparkgebiet ist Teil der Metropolregion Frankfurt/Rhein-Main. Allein im direkten Einzugsgebiet des Naturparks leben über eine Million Menschen. Der Naturpark ist relativ zentral in Deutschland gelegen und leicht per Bahn, Straße, Flugzeug oder sogar per Schiff über den Rhein zu erreichen. Trotz der Nähe zum Ballungsraum ist der Park durch große Ruhe und interessante Ausflugsziele geprägt.
2.) Im Naturpark finden sich gleich zwei großflächige UNESCO-Welterbe-Stätten. Zum einen die Welterbestätte Oberes Mittelrheintal und zum anderen die Welterbestätte Obergermanisch-Raetischer Limes.
3.) Die großen Unterschiede und Vielfalt der erlebbaren Naturräume. Im Osten findet sich die Idsteiner Senke mit Emsbach- und Wörsbachtal. Diese ist Bestandteil des Grabenbruchsystems des Rheins und entwässert Richtung Lahntal. Nach Westen schließt der Östliche Aartaunus mit dem teilweise tief eingeschnitten mäandrierenden Aartal an, gefolgt von dem Westlichen Aartaunus. Ganz im Westen wird der Naturpark geprägt von dem waldreichen Wispertaunus mit dem Hinterlandswald und dem tief eingeschnittenen und siedlungsarmen Wispertal, das sich in Lorch zum Oberen Mittelrheintal öffnet. Dieser Westen des Naturparks mit Einschluss der Weinbauortschaften Lorchhausen, Lorch und Rauenthal sowie des Klosters Eberbach gehört dem Rheingau zu. Der Südosten des Naturparks reicht vielfach an die Bebauungsgrenze des Stadtgebietes von Wiesbaden heran, schließt aber auch die Ortslagen von Frauenstein, Naurod und Auringen ganz sowie Rambach teilweise ein. Alle Tallagen umrahmen die Wasser- und Wetterscheide des südwestlich/nordöstlich gerichteten Taunushauptkamms, der in der Hohen Wurzel und der Kalten Herberge Höhen von über 600 m ü. NN erreicht und mit seinen naturnahen Mischwäldern mit Rotbuche und Traubeneiche den Kern des Naturparkgebietes bildet.
4.) Das Parkgebiet ist mit über 60 % Bewaldungsanteil sehr waldreich. Naturnaher Waldbau prägt diese weiträumigen, artenreichen Wälder, welche überwiegend von Rotbuche, Traubeneiche, Rotfichte und Douglasie gebildet werden.
5.) Im Naturpark gibt es derzeit rund 400 km zertifizierte Premium- oder Qualitätswanderwege; genannt seien:
1. Rheinsteig
2. Wispertalsteig
3. Limeserlebnispfad
4. Via Mattiacorum

Im Parkgebiet kreuzen sich zahlreiche überregionale Wanderwege. Zum Beispiel: Rheinsteig, Rheinhöhenweg, Limeswanderweg, Europäischer Fernwanderweg E1, Europäischer Fernwanderweg E3.
Seitens des Naturparks gibt es darüber hinaus einfacher markierte Wandermöglichkeiten auf rund 750 Kilometern Wanderwegen in Rundwandersysteme ab den Parkplätzen des Naturparks. Weiterhin gibt es den beispielsweise der Rheingauer Gebück-Wanderweg sowie mehrere thematische Informations/Erlebnis-Pfade zu Themen wie Wasser, Wald, Klima. Der Rhein-Taunus-Klub e. V. unterhält zahlreiche Verbindungswege zwischen Städten, Dörfern und interessanten Ausflugszielen. Andere Anlagen sind rund 20 Spiel- und Liegewiesen, zwei Freizeitgelände, drei Jugendzeltplätze und mehrere Grillhütten im Naturpparkgebiet.
6.) Der Naturpark überschneidet sich in seiner Fläche mit drei attraktiven touristischen Destinationen: dem Rheingau, dem Taunus und der Stadt Wiesbaden.
7.) von 2012 bis 2019 hat der Naturpark ein großes Naturschutzprojekt im Rahmen des Bundesprogramms Biologische Vielfalt umgesetzt. Gemeinsam mit 17 kommunalen Waldeigentümern und HessenForst ist es gelungen, für die nationale Verantwortungsart Bechsteinfledermaus (Myotis bechsteinii) ein beispielhaftes Schutzprojekt inklusive Praxishandbuch zu realisieren.

## Sehenswürdigkeiten
Bekanntes Ausflugsziel ist z. B. oberhalb des Rheingaus die 580 m hohe Hallgarter Zange als Aussichtspunkt nach Süden. Nördlich davon liegt zwischen dem Taunushauptkamm und dem Wispertal der rund 220 km² große Hinterlandswald, der in seinem Wald- und Tierreichtum einzigartig in der Umgebung ist. Er ist zudem das größte, nicht von Autobahnen oder Bundesstraßen zerschnittene Waldgebiet Hessens, in dem zum Beispiel die Wildkatze (Felis silvestris) einen ihrer wichtigsten Rückzugsräume in Deutschland für die zweite Hälfte des vergangenen Jahrhunderts gefunden hatte. Das Gebiet ist zugleich der größte Raum akustischer Ruhe in Hessen, fällt aber gelegentlich durch wetterbedingte Flugrouten rund um den Frankfurter Flughafen auf siebten Rang in Hessen zurück.

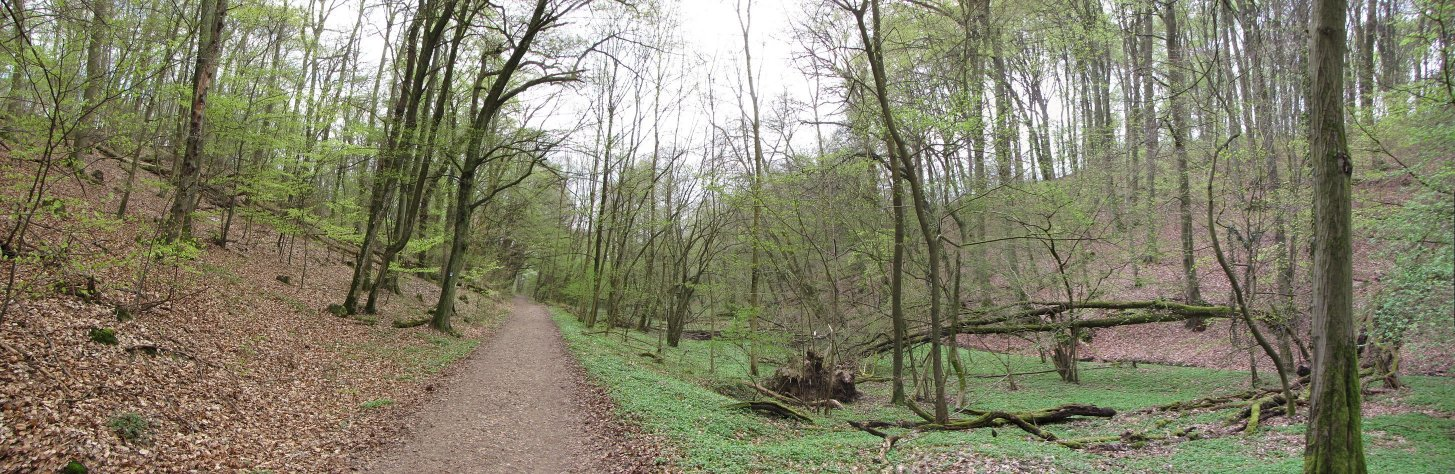
Erlenbachtal bei Wiesbaden-Frauenstein, Naturschutzgebiet Sommerberg bei Frauenstein
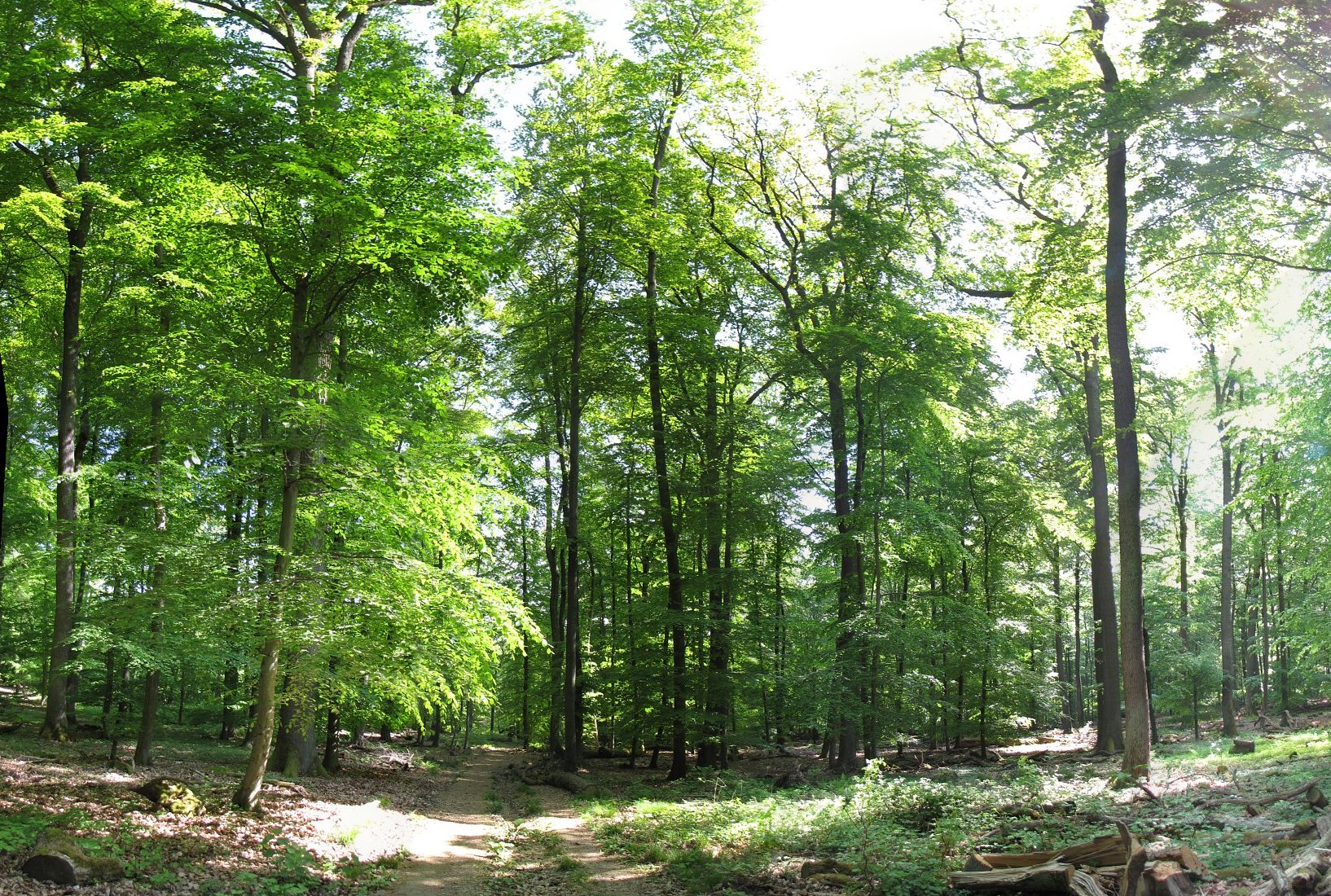
Honigberg bei Kiedrich
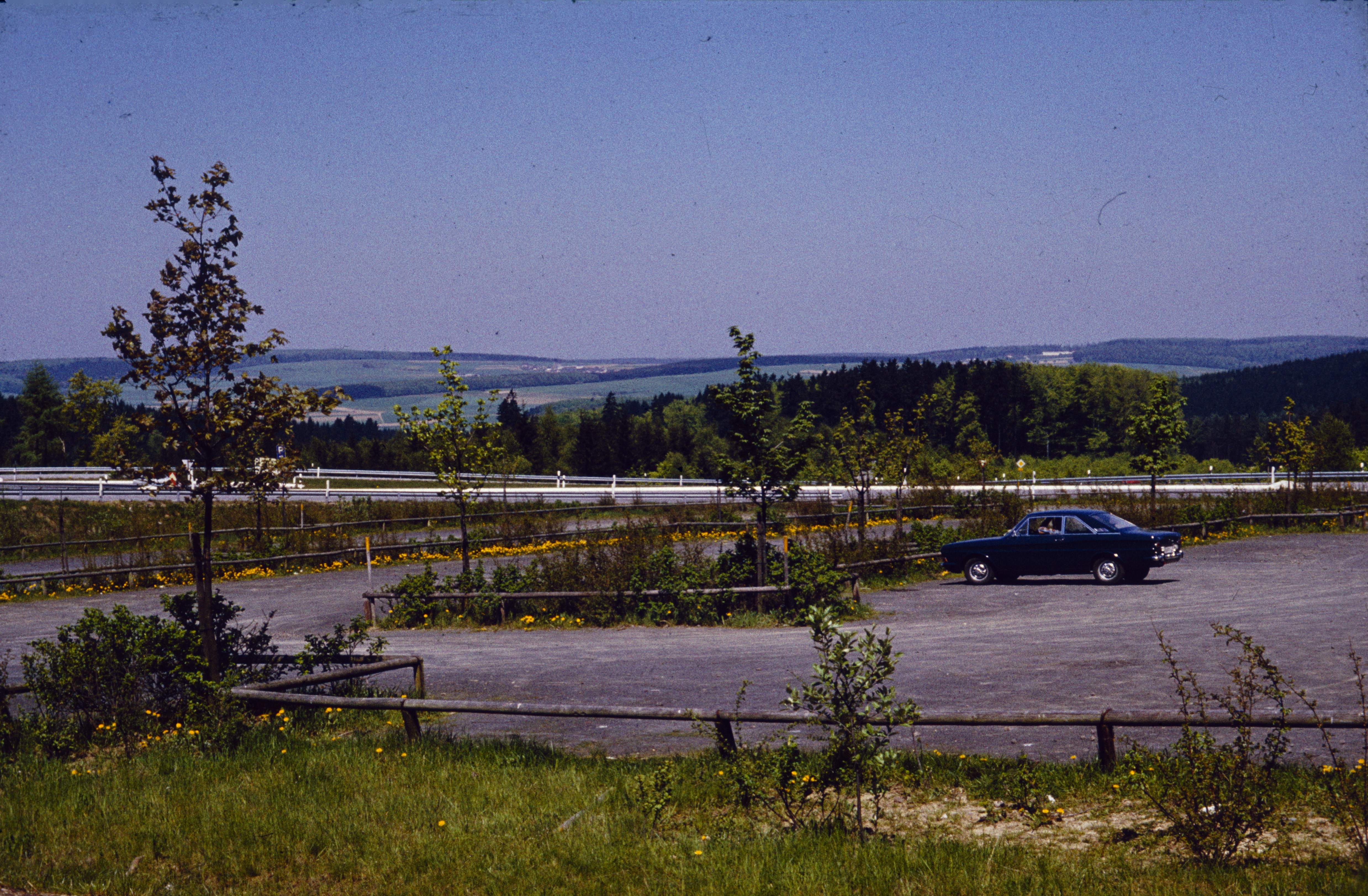
Ausblick am Jagdschloss Platte ca. 1970